# Rönnåsliden
Rönnåsliden är ett naturreservat i Lycksele kommun i Västerbottens län som ligger 31 km sydväst om huvudorten Lycksele. Området är naturskyddat sedan 2017 och är 553 hektar stort. Reservatet omfattar en höjd i norr och våtmark i söder. 
Området utgörs av ett stort sammanhängande naturskogsområde med grandominerad naturskog. Det finns även ett stort inslag av våtmarker, tjärnar, bäckar och sjöar. Genom sin i stort sett opåverkade naturskog anses området ha mycket höga naturvärden med en hög andel gamla träd samt torrakor och lågor (död ved). I reservatet har man hittat flera sällsynta och rödlistade arter som är beroende av gamla naturskogar. Granarna som är 250-300 år gamla är ofta draperade med hänglavar. I reservatet finns även ödegården Rönnås där man tidigare brukade marken. Åkrarna har nu blivit artrika ängar.

## Galleri

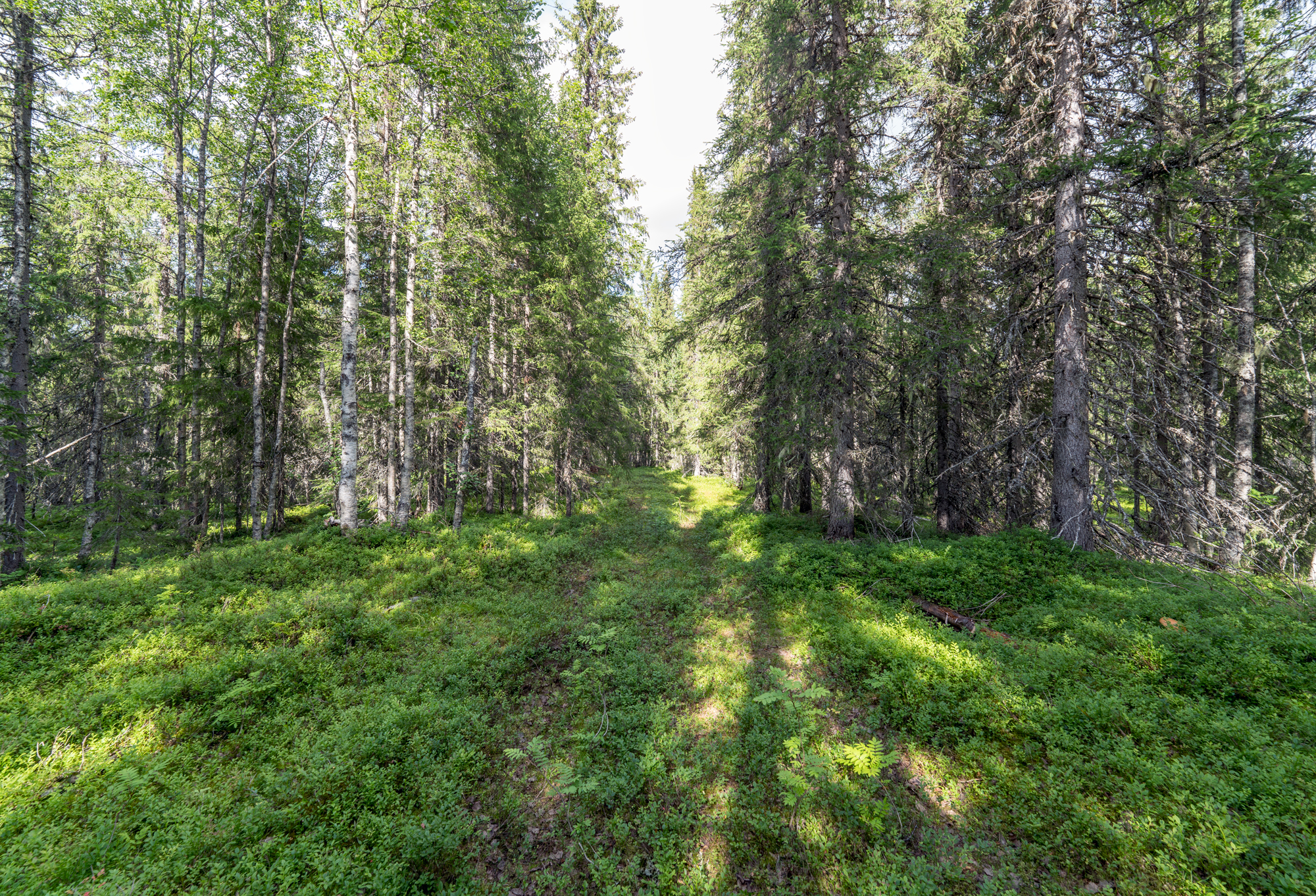
Naturskogen består till större delen av gran.
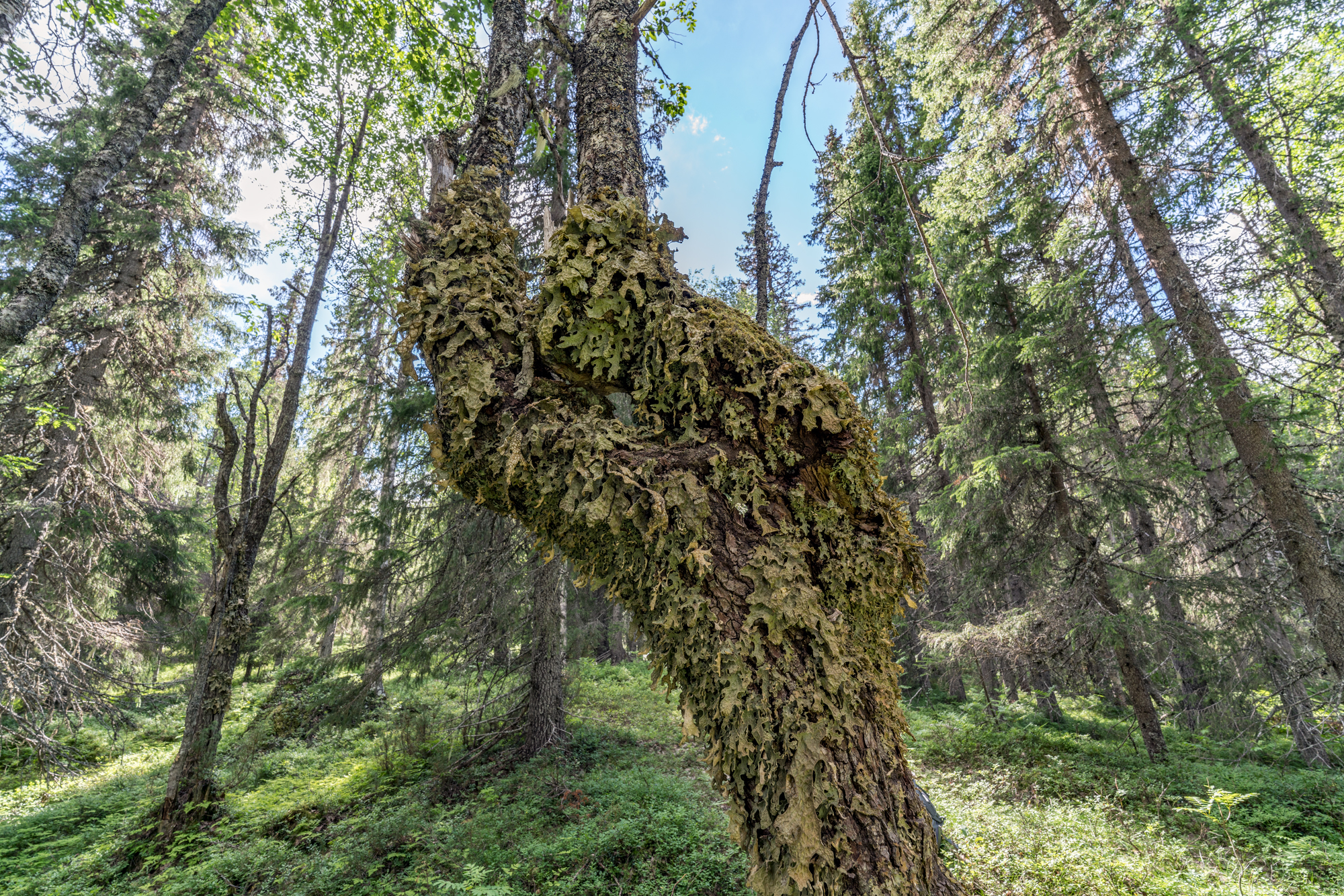
Ett lövträd övervuxet med lunglav.
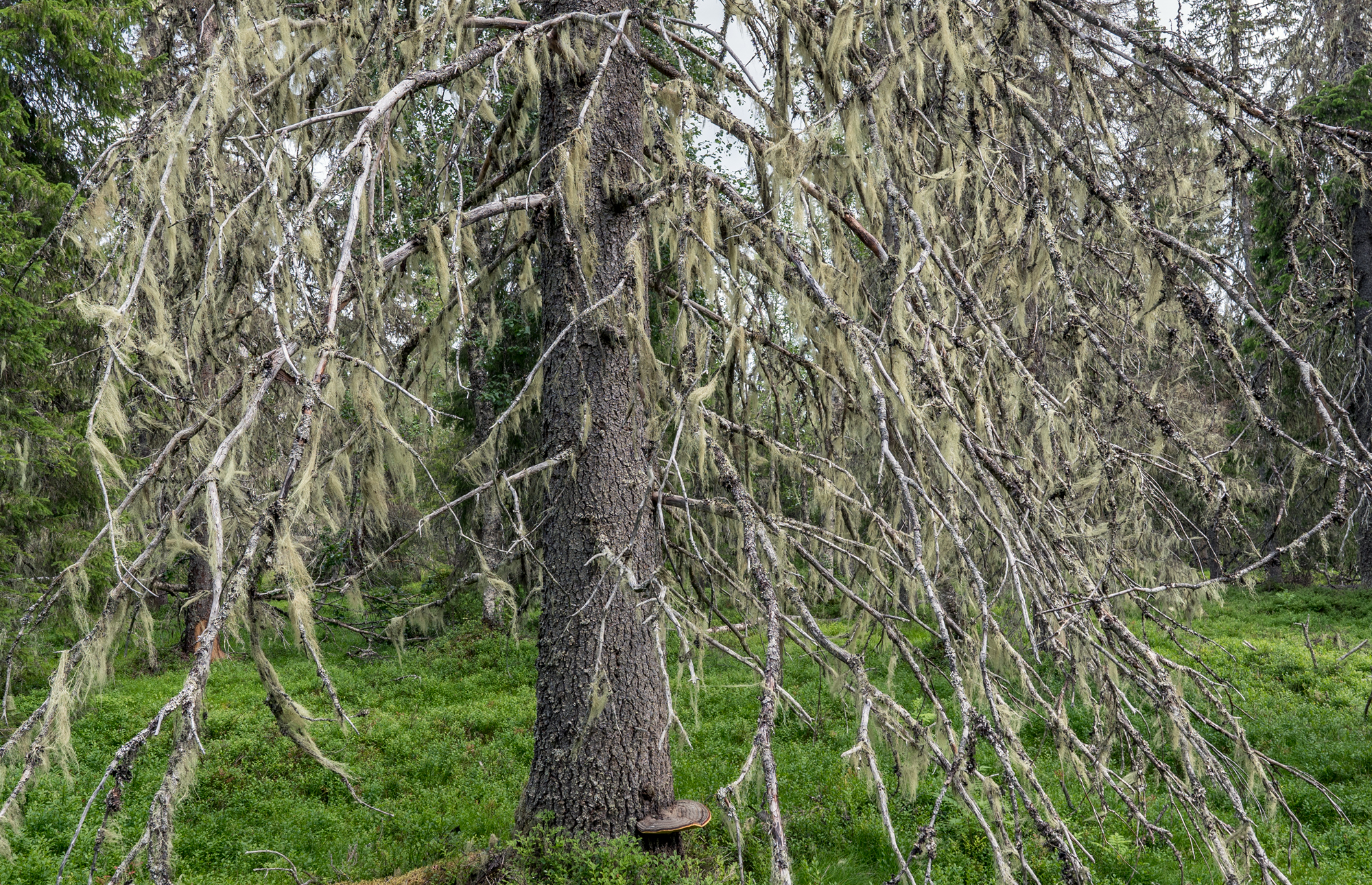
Död gran draperad med hänglavar.
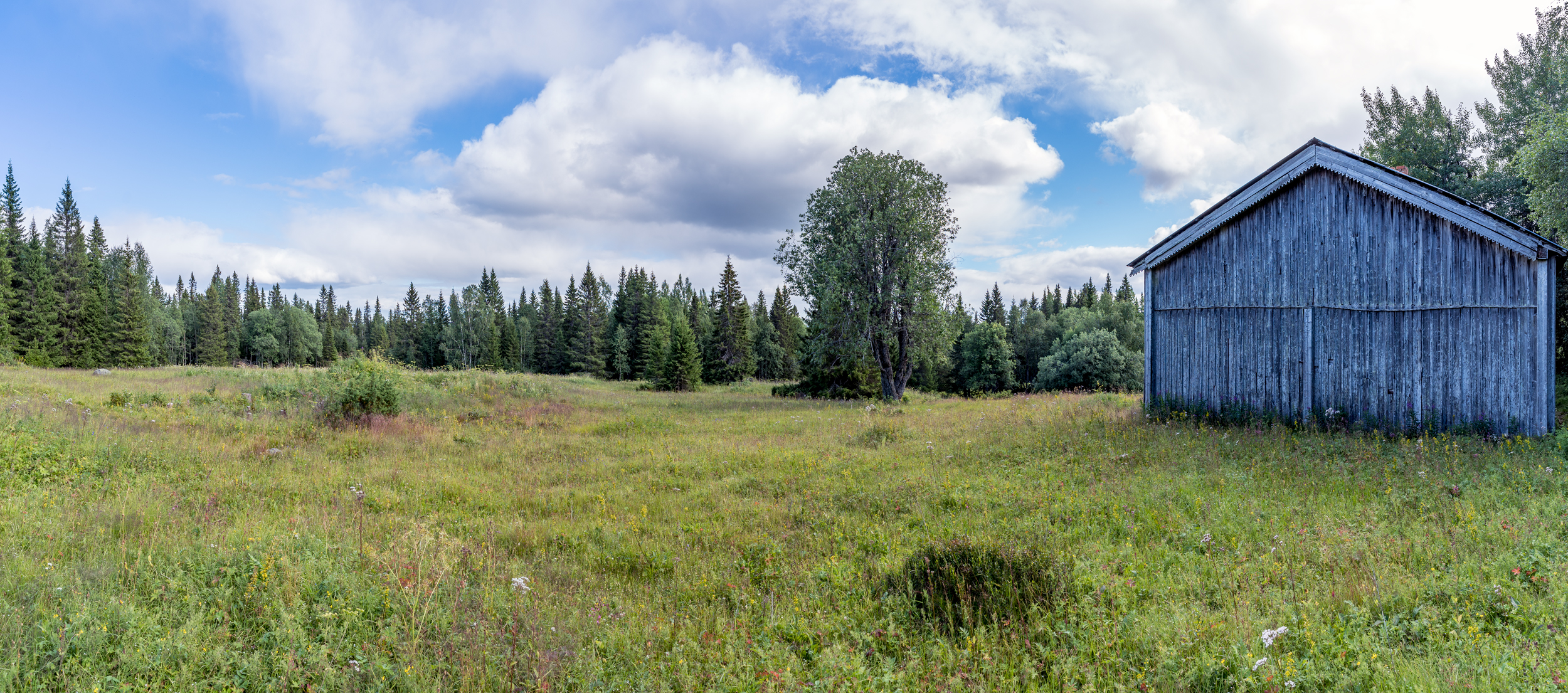
Den tidigare brukade marken vid ödegården Rönnås har nu blivit artrika ängar.